# خليل عبد الكريم
 خليل عبد الكريم (1930 -  6 أبريل 2002) حقوقي وكاتب مصري ليبرالي، ألف كتبًا كثيرة في تاريخ الإسلام ولا سيَّما المراحل الأولى منه.

## سيرته
وُلد خليل عبد الكريم في محافظة أسوان جنوبيَّ مصر، عام 1930. 
درس القانون في جامعة فؤاد الأول (جامعة القاهرة حالياً) وتخرج فيها سنة 1951. وقضى أغلب حياته في القاهرة في حي الدقي، وكان يعمل في حي بولاق الدكرور. 
كان خليل محاميًّا مشهودًا له بالكفاية، وتولى الدفاع عن زميله نصر حامد أبو زيد عندما اتُّهم بالكفر والردَّة، واضطُرَّ أن يدافعَ عن كتبه وأفكاره أمام المحكمة.
وكان ناشطًا وعضوًا في حزب التجمُّع الوطني التقدُّمي الوحدوي اليساري، ذي الخلفية الشيوعية لأغلب أعضائه، وعلى خلاف هذا كان خليل يُظهر أن له خلفية إسلامية، وزعم أنه كان عضوًا في جماعة الإخوان المسلمين، وأنه سُجن مرَّتين بسبب انتمائه للجماعة. وادَّعى أنه يمثل الروح الحقيقية للجماعة حين يمزج بين الإسلام الليبرالي والعدالة الاجتماعية، على العكس من القادة الحاليين الذين يصبُّون همَّهم على تطبيق الشريعة على حدِّ تعبيره.

## كتبه
كتب خليل عبد الكريم أكثر من 13 كتابًا ومن أهم الكتب التي ألفها:
1. مفاهيم خاطئة ألصقوها بالإسلام.
2. لتطبيق الشريعة لا للحُكم.
3. الجذور التاريخية للشريعة الإسلامية.
4. الإسلام بين الدولة الدينية والمدنية.
5. مجتمع يثرب.
6. شَدْو الرَّبابة بأحوال الصحابة.
7. العرب والمرأة.
8. دولة يثرب.
9. قريش من القبيلة إلى الدولة المركزية.
10. فترة التكوين في حياة الصادق الأمين.
11. النص المؤسس ومجتمعه.

## انتقادات
من الألقاب التي أطلقها عليه خصومه هو لقب الشيخ الأحمر بسبب توجهاته اليسارية.

## وفاته
توفي خليل عبد الكريم في محافظة القاهرة، وكانت وصيته أن يُدفن في مسقط رأسه، فنقل جُثمانه الى محافظة أسوان تنفيذًا للوصية.[بحاجة لمصدر]